# PNMT
PNMT (англ. Phenylethanolamine N-methyltransferase) – білок, який кодується однойменним геном, розташованим у людей на короткому плечі 17-ї хромосоми. Довжина поліпептидного ланцюга білка становить 282 амінокислот, а молекулярна маса — 30 855.
| 10         |  | 20         |  | 30         |  | 40         |  | 50         |
| ---------- |  | ---------- |  | ---------- |  | ---------- |  | ---------- |
| MSGADRSPNA |  | GAAPDSAPGQ |  | AAVASAYQRF |  | EPRAYLRNNY |  | APPRGDLCNP |
| NGVGPWKLRC |  | LAQTFATGEV |  | SGRTLIDIGS |  | GPTVYQLLSA |  | CSHFEDITMT |
| DFLEVNRQEL |  | GRWLQEEPGA |  | FNWSMYSQHA |  | CLIEGKGECW |  | QDKERQLRAR |
| VKRVLPIDVH |  | QPQPLGAGSP |  | APLPADALVS |  | AFCLEAVSPD |  | LASFQRALDH |
| ITTLLRPGGH |  | LLLIGALEES |  | WYLAGEARLT |  | VVPVSEEEVR |  | EALVRSGYKV |
| RDLRTYIMPA |  | HLQTGVDDVK |  | GVFFAWAQKV |  | GL         |  |            |

A: Аланін

C: Цистеїн

D: Аспарагінова кислота

E: Глутамінова кислота

F: Фенілаланін

G: Гліцин

H: Гістидин

I: Ізолейцин

K: Лізин

L: Лейцин

M: Метіонін

N: Аспарагін

P: Пролін

Q: Глутамін

R: Аргінін

S: Серин

T: Треонін

V: Валін

W: Триптофан

Кодований геном білок за функціями належить до трансфераз, метилтрансфераз, фосфопротеїнів. 
Білок має сайт для зв'язування з S-аденозил-L-метіоніном. 